# Bossa Nova Soul Samba
Bossa Nova Soul Samba est un album de cool jazz et de bossa nova enregistré en 1962 par le saxophoniste américain Ike Quebec et publié sur le label Blue Note Records.
Sur cet album, Quebec, admirateur de Stan Getz, façonne des mélodies latines d'un style différent de celui de Getz.
Malheureusement, Soul Samba est le dernier album de Quebec, mais au moins sa carrière s'est terminée en point d'orgue,. Moins de quatre mois plus tard, il meurt d'un cancer des poumons le 16 janvier 1963,.

## Historique

### Contexte
Le saxophoniste ténor Ike Quebec (1918-1963) évolue durant la période de transition entre swing et bebop des années 1940 comme sideman aux côtés de Benny Carter, Roy Eldridge, Cab Calloway, Ella Fitzgerald, Hot Lips Page et Trummy Young,,,,,. De 1944 à 1948, il réalise déjà plusieurs enregistrements en tant que leader pour le label Blue Note Records, dont Blue Harlem, Facin' the Face et Mad About You,,,.
Grâce à son amitié avec le fondateur de Blue Note Alfred Lion, Ike Quebec devient également à l'époque directeur musical, membre de la division A&R (Artists and Repertoire), contact polyvalent et découvreur de talents (talent scout) du label,,,,, amenant de nombreux artistes dont Thelonious Monk et Bud Powell chez Blue Note,,,,. C'est lui qui initie Alfred Lion au bebop au milieu des années 1940, ce qui change complètement  l'orientation du label Blue Note,.
Son jeu est taillé sur mesure pour la période hard bop qui allait suivre durant les années 1950 mais il passe le plus clair de cette période à être malade ou victime de problèmes d'addiction qui le tiennent éloigné des studios,,,.
Mais durant cette période difficile, Alfred Lion reste en contact avec lui et Ike fait une apparition brillante sur l'album Leapin' and Lopin' de Sonny Clark en 1961, ce qui décide probablement Blue Note de réaliser une série d'albums avec lui,.
Ike effectue ainsi un come back remarquable en publiant en 1959-1960 sur Blue Note une série de 26 singles pour le marché du jukebox (peut-être les derniers grands exemples de « jukebox jazz ») ainsi que six albums en 1961-1962,, : Heavy Soul, It Might as Well Be Spring, Easy Living, Congo Lament, With a Song in My Heart, Blue and Sentimental et Bossa Nova Soul Samba,,.
Trois mois avant de disparaître d'un cancer des poumons le 16 janvier 1963, à l'âge de 45 ans, il livre une ultime séance fascinante, au moment où apparaissent les premiers rendez-vous du jazz et de la bossa-nova.
La bossa nova est essentiellement une samba plus souple avec des ajouts venant du jazz. Développée au Brésil par des musiciens locaux comme Joao Gilberto, Antonio Carlos Jobim et Luiz Bonfá, la bossa nova a pris un essor populaire aux États-Unis avec une vitesse étonnante, le boom de la bossa nova aux USA étant lancé principalement par Stan Getz en 1962, avec l'album Jazz Samba, réalisé avec le guitariste Charlie Byrd et contenant le tube Desafinado. Au moment où Quebec est en studio, même le grand ténor Coleman Hawkins prend le train en marche, avec Desafinado (Impulse !, 1962).
Nat Hentoff, auteur de la notice originale du LP de 1962 (original liner notes), souligne que « Dans l'approche d'Ike Quebec, la bossa nova prend une coloration et une ambiance quelque peu différentes de celles qui ont été enregistrées jusqu'alors ». Henthoff cite Ike Quebec : « J'ai aimé ce que certains musiciens de jazz faisaient avec ce style, mais j'ai décidé d'y mettre plus de blues et plus de sensualité. C'est pourquoi cet album sonne comme si on dansait tard dans nuit. Nous l'avons rendu doux et plein d'âme ».

### Enregistrement et production

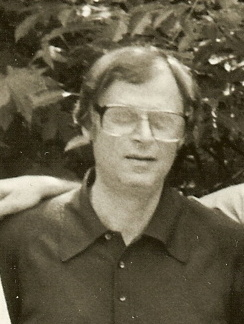
Rudy Van Gelder.

L'album est enregistré le 5 octobre 1962 dans le Van Gelder Recording Studio, à Englewood Cliffs dans le New Jersey,.
Il est produit par le fondateur du label Blue Note Alfred Lion, Alfred Loew de son vrai nom, un producteur né en Allemagne en 1908 qui voyagea aux États-Unis en 1930 et s'y établit en 1938.
La prise de son est assurée par Rudy Van Gelder, un ingénieur du son spécialisé dans le jazz, considéré comme l'un des meilleurs ingénieurs de l'histoire de l'enregistrement, dont on estime qu'il a enregistré et mixé plus de 2 000 albums. Son studio connu durant les années 1950 sous le nom de « Van Gelder Studio, Hackensack, New Jersey » était en fait le living room de ses parents. Ce n'est qu'en 1959 qu'il ouvrira son vrai studio, connu sous le nom de « Van Gelder Studio, Englewood Cliffs, New Jersey ».

### Publication
L'album sort en 1962 en disque vinyle long play (LP) sur le label Blue Note Records sous la référence BLP 4114,.
La notice originale du LP (original liner notes) est de la main de Nat Hentoff, historien, romancier, critique de jazz et de musique country, chroniqueur, disc jockey radio et producteur de disques.
La photographie est l'œuvre de Reid Miles, un photographe et designer américain né en 1927 et recruté en 1955 par Francis Wolff pour Blue Note, pour lequel il réalisa des centaines de pochettes d'albums et développa « un langage graphique vraiment unique et caractéristique » en intégrant soit des photos de Wolff soit ses propres photos, en faisant de la monochromie un art et en jouant avec les typographies jusqu'à envahir de lettres les couvertures des albums,.

### Rééditions
L'album est réédité à de nombreuses reprises en disque vinyle LP de 1966 à 2016 par les labels Blue Note, Classic Records, Analogue Productions, Groove Note Records et Elemental Music,.
À partir de 1994, il est publié en CD par les labels Blue Note, Phantom Import Distribution, Toshiba EMI, Universal, Analogue Productions et M&A Group,.

## Accueil critique
Nat Hentoff, auteur de la notice originale du LP en 1962 (original liner notes), prédit : « Parce que le feeling est si bon, je m'attends à ce que cet album de bossa nova continue d'être joué juste pour le plaisir, longtemps après que la mode de la bossa nova aura disparu ». Et de conclure « Ce qui rend l'album durable, en bref, c'est la durabilité d'Ike en tant qu'improvisateur lyrique, enraciné dans le blues et directement émotif, qui ne gaspille pas les notes ».
Le critique musical Steve Huey d'AllMusic souligne que « Quebec fait de cette session beaucoup plus qu'un simple acte d'opportunisme. Il prend des risques avec le répertoire et ajoute consciemment une forte inflexion blues qui fait de Bossa Nova Soul Samba une des interprétations les plus uniques du style bossa nova. C'est aussi l'une des plus sensuelles, en partie grâce à la combinaison des tendances naturelles de Quebec et du style doux et léger de la bossa nova elle-même, mais encore plus avec le supplément apporté par le blues ». Huey apprécie hautement le choix des titres : « Les choix de Quebec ne sont jamais évidents - les sélections brésiliennes n'incluent aucun standard de Jobim, d'une part, et Quebec et le guitariste Kenny Burrell apportent des compositions originales qui se classent parmi les meilleures de l'album. De plus, Quebec adapte certaines sources improbables - le standard traditionnel Liebestraum et le thème de Dvorak Goin' Home - en pièces de samba d'une efficacité surprenante ». Et de conclure « L'ensemble du projet est conçu et réalisé avec soin, traitant la bossa nova comme un nouveau moyen d'expression personnelle, et pas comme une mode qui peut rapporter gros ».
Pour la revue Saturday Review « Quebec prouve qu'il n'est pas nécessaire que la bossa nova se limite à la formule « soft-bop-on-a-samba ». Il se défait de la saveur clinique du bop, joue avec chaleur et puissance et réussit complètement à atteindre l'objectif fixé. Pourtant, la musique reste tendre, et elle est rehaussée par le jeu subtil de Kenny Burrell à la guitare ».
Phil Freeman se montre plus critique : « Si Soul Samba est un bon disque, c'est une tentative claire de sauter sur une tendance momentanée, et donc le moins indispensable de tous les enregistrements de Quebec ». Mais il précise quand même que « c'est une vitrine très intéressante pour la sonorité pleine de Quebec ».
Le premier morceau, Loie, a reçu 4 étoiles du Billboard Music Week du 1er décembre 1962.
Pour Chris May, du site All About Jazz : « Merveilleuse, jolie et élégante, la musique est en quelque sorte l'opus final d'un musicien plus connu pour ses ballades musclées et extraverties. Ce qui est étonnant, c'est que Quebec ait été capable de créer une si belle musique alors qu'il devait savoir que sa fin était proche. Mais comme le dit l'ingénieur du son Rudy Van Gelder dans la notice de son remaster RVG, "Ike jouait toujours à merveille, même à la fin, quand il était mourant... Je veux dire, littéralement mourant.". Et c'est vrai. Malgré les circonstances, Bossa Nova Soul Samba est un album de toute beauté ».
France Musique souligne que « C'est dans la persistance d'un ancrage dans le blues que ce Soul Samba diffère de la démarche de Getz. Il y a là aussi, d'un bout à l'autre, une indicible douceur ondulante qui tient autant à son propre son, qu'à la légèreté de l'accompagnement de Kenny Burrell et Wendell Marshall et à l'association de Willie Bobo avec le chekere de Garvin Masseaux. Au-delà du parfum du blues, ce qui rend cet album singulier est son répertoire qui ne reprend aucun des standards de Jobim, mais des originaux de Quebec et Burrell ainsi que des arrangements de Dvorak ou Franz Liszt ! ».
Dans son ouvrage Blue Note Records: The Biography, Richard Cook souligne que cette session aux couleurs latines « convient étonnamment bien » à Ike Quebec. Cook précise que « Quebec admirait Stan Getz, mais ne sonnait pas du tout comme lui ».

## Liste des morceaux
Voici la liste des 9 morceaux du LP original :
| 1.    | Loie               | Kenny Burrell                                  | 3:10 |
| 2.    | Lloro Tu Despedida | Aldo Cabral / John Camacho / Benedicto Lacerda | 3:04 |
| 3.    | Goin' Home         | Antonin Dvorák (arrangement Ike Quebec)        | 5:42 |
| 4.    | Me 'N You          | Ike Quebec                                     | 5:59 |
| 5.    | Liebestraum        | Franz Liszt (arrangement Ike Quebec)           | 3:42 |
| 6.    | Shu Shu            | Antonio Almeida / Ciro de Souza                | 3:31 |
| 7.    | Blue Samba         | Ike Quebec                                     | 5:22 |
| 8.    | Favela             | Joracy Camargo / Heckel Tavares                | 4:00 |
| 9.    | Linda Flor         | Pedro Berrios / Henrique Vogeler               | 3:27 |
| 37:57 |                    |                                                |      |

Certaines éditions ultérieures présentent, en plus, des prises alternatives (alternate takes) de Loie, Shu Shu et Favela.

## Musiciens
- Ike Quebec : saxophone ténor
- Kenny Burrell : guitare
- Wendell Marshall : contrebasse
- Willie Bobo : batterie
- Garvin Masseaux : chekeré (instrument constitué d'une gourde, ou calebasse, séchée[1])